# 阿樂
阿樂（1995年4月27日—），本名林妤臻，台灣藝人、遊戲實況主，其直播內容主要以電玩為主，偶爾也會有鋼琴及小提琴的演奏。2017年7月加入魔競娛樂成為旗下藝人實況主，並曾任麥卡貝網路電視節目《琳來瘋》助理主持人。2019年3月離開魔競娛樂後，仍持續在Twitch開台直播。目前除了在Youtube上上傳直播精華、音樂cover等作品外，也會擔任活動主持人、參與電視或網路節目錄影。

## 出道經歷
阿樂在就讀淡江大學國際企業學系時期兼職外拍模特兒。根據本人說法，阿樂出道過程是因為參加《英雄聯盟》校園甜心選拔，爾後參與卡提諾論壇網路節目《卡提諾搞什麼玩》的玩具開箱，並且以「霧雨臻姬」名義在Twitch開台直播。於2017年7月5日加入魔競娛樂成為旗下藝人兼實況主，大幅增加知名度。在2017年10月11日參與麥卡貝網路電視節目《琳來瘋》的錄影後，成為固定班底的助理主持人，與沈玉琳、琳妲搭配主持。2018年5月21日《琳來瘋》改版為《琳來瘋2.0》，阿樂繼續成為固定班底，並多了與張立東搭檔主持。2018年9月10日《琳來瘋2.0》停播後，現以個人實況及活動主持為主。
2021年7月4日，網路溫度計公布「20大Twitch正妹實況主」，第七名阿樂Twitch追蹤數13.74萬、網路聲量19367。

## 主持與擔任固定班底節目
| 開始時間      | 結束時間                     | 播出頻道             | 節目名稱                        | 備註     |
| ------------- | ---------------------------- | -------------------- | ------------------------------- | -------- |
| 2017年9月     | 2018年9月                    | 麥卡貝網路電視       | 琳來瘋                          | 助理主持 |
| 2020年9月     | 2021年1月3日                 | 台視主頻、三立都會台 | 全明星運動會                    | 固定班底 |
| 2021年3月25日 | 2021年6月17日                | 三立都會台           | 国光帮帮忙之上课唛乱来          | 助理主持 |
| 2020年9月16日 | 2021年5月19日                | NOWnews今日新聞      | NOW辯風向                       | 助理主持 |
| 2021年9月14日 | 2021年9月21日 2021年10月19日 | TVBS歡樂台           | 食尚玩家-單元《魚肉鄉民》       | 代班主持 |
| 2021年9月14日 | 2021年9月28日 2021年10月19日 | Youtube              | 食尚玩家-網路單元《食尚新零駒》 | 代班主持 |
| 2022年1月13日 |                              | 三立台灣台           | 出發吧女孩                      | 固定主持 |

## 作品

### dance cover
- Apink (에이핑크) - Mr. Chu Violin Cover by 『阿樂』 feat. 阿民 咪妃 關關 硯硯　2018年10月6日　在自己頻道發布

### 音樂cover
- 學貓叫-2017年7月17日發布
- 過客-2018年8月19日發布
- Mr.Chu-2018年10月6日發布
- 碼頭姑娘-2019年2月28日發布
- 權力遊戲-2019年4月27日發布
- 竈門炭治郎のうた-2019年8月26日發布

### 音樂錄影帶
- 2022年 古曜威《我記得[5]》飾演女主角
- 2022年 古曜威《這世界的你[6]》飾演女主角

### 演出短片
- 阿樂小電影系列

### Ft.(合作/協作 音樂/作品)
鳥屎&XICO ft. 阿樂 《Catwalk》-官方版MV 2019年7月24日在YOUTUBE發布  演出者/製作 參與製作 : 鳥屎, XICO, 『阿樂』 出資: 麥卡貝網路電視(負責人廖啓璋 (Eric)__隨身遊戲 (代表隨身遊戲股份有限公司)